# Жан Раб'є
Жан Раб'є (фр. Jean Rabier; 24 квітня 1927 — 15 лютого 2016) — французький кінооператор.

## Біографія
Жан Раб'є народився 16 березня 1927 року у Віллер-Бретонне, департамент Сомма, в центрі Франції, неподалік Парижа.
У кіно з кінця 1950-х років, починав роботу оператором в режисерів «нової хвилі» Луї Маля, Франсуа Трюффо, Едуара Молінаро. Був основним оператором-постановником фільмів Клода Шаброля. Для українського глядача відомий за фільмами «Шербурзькі парасольки» (реж. Жак Демі) і «Людина-оркестр» (реж. Серж Корбер).
Помер 15 лютого 2016 року в Пор-де-Бук.

## Вибрана фільмографія
- 1958 — Красунчик Серж / Le Beau Serge
- 1961 — Залицяльники / Les Godelureaux
- 1962 — Око лукавого / L'Œil du malin
- 1962 — Клео від 5 до 7 / (Cléo de 5 à 7)
- 1963 — Ландрю / Landru
- 1963 — РоГоПаГ / Ro.Go.Pa.G.
- 1963 — Бананова шкірка / Peau de banane
- 1964 — Шербурзькі парасольки / Les Parapluies de Cherbourg
- 1965 — Париж очима … / Paris vu par…
- 1965 — Щастя / Le bonheur
- 1966 — Демаркаційна лінія / La Ligne de démarcation
- 1967 — Скандал / Le Scandale
- 1968 — Лані / Les biches
- 1969 — М'ясник / Le Boucher
- 1969 — Нехай звір помре / Que la bête meure
- 1970 — Людина-оркестр / L'Homme orchestre
- 1970 — Холодний піт / De la part des copains
- 1971 — Тихі дні в Кліші / Quiet Days In Clichy
- 1971 — Жахлива декада / La Décade prodigieuse
- 1972 — Доктор Пополь / Docteur Popaul
- 1973 — Криваве весілля / Les noces rouges
- 1975 — Безневинні з брудними руками / Les Innocents Aux Mains Sales
- 1977 — Кровні узи / Les Liens De Sang / Blood Relatives
- 1977 — Аліса, або Остання втеча / Alice ou la Dernière Fugue
- 1978 — Віолетта Нозьєр / Violette Nozière
- 1987 — Крик сови / Le Cri du hibou